# Jean Sébilleau
Jean Sébilleau (ur. 26 kwietnia 1902 w Saint-Brieuc, zm. 23 sierpnia 1961 w Trégueux) – francuski kierowca wyścigowy.

## Kariera
W swojej karierze wyścigowej Sébilleau poświęcił się startom w wyścigach samochodów sportowych. W latach 1931-1935 Francuz pojawiał się w stawce 24-godzinnego wyścigu Le Mans. W drugim sezonie startów stanął na drugim stopniu podium w klasie 1.5, a w klasyfikacji generalnej był szósty. W sezonie 1934 odniósł zwycięstwo w klasie 1.5, a w klasyfikacji generalnej uplasował się na drugiej pozycji. Rok później nie zdołał osiągnąć linii mety.